# Robert Brazza
Pour les articles homonymes, voir Brazza.
Robert Brazza est un journaliste et animateur congolais né à Bacongo à Brazzaville.

## Biographie
Son père travaillait au ministère du Plan dans le domaine de l’agriculture et fils du chef de village et sa mère était une infirmière, diplômée d’État. Il part à Paris (France) afin de poursuivre ses études.[réf. souhaitée]
Sa rencontre avec le cinéaste congolais Sébastien Kamba fut déterminante[réf. souhaitée]. Après la lecture d’un texte à la demande de ce dernier, Robert Brazza fut choisi pour enregistrer le commentaire de son film Conférence nationale au Congo. Sébastien Kamba lui apprend par la suite les rudiments et les bases[De quoi ?]. 
C’est ainsi que, sans avoir fait de formation dans le domaine du journalisme, Robert Brazza réussit à se faire une place dans ce milieu[réf. souhaitée]. Au milieu des années 1990, à Nantes, il rencontre Kalomé Botowamungu, un grand-frère[pas clair] qui va lui permettre d’être auprès du micro de façon pérenne sur la radio Jet FM. De 1996 à 1999, Robert Brazza y intervient au sujet de la culture, de la politique ainsi que des activités et des actualités de la ville.  
Le 19 septembre 1989, il perd ses trois frères (Gérard, Christian et Vincent) lors d'un accident d'avion.   
En 1999, Georges Courrèges, directeur de l'Institut français de Côte d'Ivoire, lui demande de remplacer pour 3 mois l’animatrice de l’émission Africa Songs[Où ?], qui est enceinte. Il reste finalement 18 ans à ce poste[réf. souhaitée].   
En juillet 2013, un cancer du sang lui est diagnostiqué. Il guérit un an après, grâce à une chimiothérapie. Il retrouve plus tard le chemin de la télé, et reçoit dans la foulée la proposition de la journaliste française Élé Asu d'intervenir dans l'émission Réussite sur Canal+ Afrique, proposition qu'il accepte.  
Robert Brazza anime des émissions sur la chaîne française Canal+ Afrique, notamment + D'Afrique. Il mène le premier entretien accordé par le nouveau président français François Hollande en Afrique. Considéré comme une « référence incontournable » par Fraternité Matin, il anime aussi sur la scène africaine des événements tels que les Kora Awards.